# Collinsia bartsiifolia
Collinsia bartsiifolia är en grobladsväxtart som beskrevs av George Bentham. Collinsia bartsiifolia ingår i släktet collinsior, och familjen grobladsväxter.

## Underarter
Arten delas in i följande underarter:
- C. b. davidsonii
- C. b. hirsuta
- C. b. stricta